# Supachok Sarachat
Supachok Sarachat (en tailandés: สุภโชค สารชาติ, provincia de Sisaket, 22 de mayo de 1998) es un futbolista de Tailandia que juega en la posición de centrocampista con el Hokkaido Consadole Sapporo de la J2 League. Es hermano de los también futbolistas Suphanat Mueanta y Chotika Mueanta.

## Selección nacional
Ha estado participando a nivel de selecciones nacionales desde la categoría sub-19 con quien jugó en los Juegos Asiáticos de 2018. Juega con Tailandia desde 2017. Sus primeros dos goles a nivel internacional los anotó el 10 de septiembre de 2019 en la victoria por 3-1 ante Indonesia en la Clasificación de AFC para la Copa Mundial de Fútbol de 2022.

## Clubes
| Club                                  | País      | Año       |
| ------------------------------------- | --------- | --------- |
| Buriram United                        | Tailandia | 2015-2022 |
| → Surin City F. C. (cedido)           | Tailandia | 2015      |
| → Hokkaido Consadole Sapporo (cedido) | Japón     | 2022      |
| Hokkaido Consadole Sapporo            | Japón     | 2023-     |

## Palmarés

### Títulos nacionales
| Título                         | Club           | País      | Año     |
| ------------------------------ | -------------- | --------- | ------- |
| Liga de Tailandia              | Buriram United | Tailandia | 2015    |
| Copa FA de Tailandia           | Buriram United | Tailandia | 2015    |
| Copa de la Liga de Tailandia   | Buriram United | Tailandia | 2015    |
| Copa de la Liga de Tailandia   | Buriram United | Tailandia | 2016    |
| Liga de Tailandia              | Buriram United | Tailandia | 2017    |
| Liga de Tailandia              | Buriram United | Tailandia | 2018    |
| Copa de Campeones de Tailandia | Buriram United | Tailandia | 2019    |
| Liga de Tailandia              | Buriram United | Tailandia | 2021-22 |
| Copa FA de Tailandia           | Buriram United | Tailandia | 2021-22 |
| Copa de la Liga de Tailandia   | Buriram United | Tailandia | 2021-22 |

### Títulos internacionales
| Título                           | Equipo    | Sede     | Año  |
| -------------------------------- | --------- | -------- | ---- |
| Campeonato de Fútbol de la ASEAN | Tailandia | Singapur | 2020 |

### Distinciones individuales
| Distinción                                        | Año  |
| ------------------------------------------------- | ---- |
| Futbolista joven de la Federación de Tailandia    | 2017 |
| Equipo Ideal del Campeonato de Fútbol de la ASEAN | 2020 |